# 木村理恵 (モデル)
木村 理恵（きむら りえ・1990年12月29日 ）は、日本の女性モデル、レースクイーン。
埼玉県出身。キャンプロモーション所属。愛称は「ラーキム」。

## 略歴
大学の頃からイベントコンパニオン活動を始め、2014年にスーパー耐久「TRACY SPORTS」、全日本ロードレース選手権「YAMAHA Thailand Racing」のレースクイーンとしてスポット参加。その後2016年、スーパーフォーミュラ「ネッツトヨタ多摩 T's Factory Lady」に就任しレースクイーン活動を本格化する。
2017年、SUPER GT「Weds Sport RACING PROJECT BANDOH」のレースクイーンを今井みどりと共に務め、2018年は「DUNLOP DIREZZA GIRLS」を柚月めいと共に務めた。
2019年からは「TEAM TOM'S バンテリンレースクイーン」として、吉美あやと共にSUPER GT（500クラス）、スーパーフォーミュラのレースクイーンを担当。そのうちスーパーフォーミュラでは、ニック・キャシディが2019年の年間チャンピオンとなり、2020年はVANTELIN TEAM TOM'Sが年間チームチャンピオンを獲得した。
2021年のSUPER GTでは、木村がTOM'S Ladyとして36号車（au TOM'S GR Supra）のレースクイーンを担当。2022年度も「TOM'S TEAM ATTENDANT」として引き続きSUPER GTに携わる他、「VANTERIN Beauty」として吉美と共にスーパーフォーミュラのRQを継続した。
プロフィールには1990年生まれと記載しているが、実際は1987年生まれである(当記載は事実なので削除しないでください)。
そのTOM'S関連のRQを2022年シーズンで卒業し、2023年は先述の今井みどりと「ARTA GALS」で6年ぶりに共働。32歳でのARTA GALS就任は歴代最年長記録となった。

## 人物・エピソード
- 趣味：お菓子作り、旅行、音楽鑑賞[雑誌 1]、ゴルフ[雑誌 2]。
- 特技：ダンス[雑誌 1]、ピアノ。
- 好きな色：ピンク、青[雑誌 1]。
- 所属事務所のHPではウエストが60cmと表記されているが、2020年の東京オートサロン出演後に発売されたギャルズ・パラダイスでは67cmと表記されており、「ダイエットしたい」と嘆いていた[雑誌 2]。その後2023年の東京オートサロン出演時点で62cmに修正されている[雑誌 3]。

- 近藤みやび[注 1]とは同じTEAM TOM'Sのレースクイーン[注 2]を務めていた関係で、2020年の東京オートサロン[注 3]と名古屋オートトレンドに「TOM'S Lady」として出演[雑誌 2][13]。また2021年1月17日に配信された『TOM'S SALON 2021』[注 4]や後述の『MOTORZONE tv』にも出演した。TOM'S Ladyでのコスチュームカラーは近藤が黒、木村が銀色である[ブログ 3]が、2022年の東京オートサロン参加時は、同年のスーパーフォーミュラで近藤が着用しているデザインと同一のものを着用していた[16][ブログ 4][17]。

## レースクイーン歴
| 年     | カテゴリー                                   | チーム名                                             | 備考                                                           |
| ------ | -------------------------------------------- | ---------------------------------------------------- | -------------------------------------------------------------- |
| 2014年 | スーパー耐久                                 | TRACY SPORTS レースクイーン                          | スポット参加                                                   |
| 2014年 | 全日本ロードレース選手権                     | YAMAHA Thailand Racing レースクイーン                | スポット参加                                                   |
| 2016年 | スーパーフォーミュラ                         | ネッツトヨタ多摩 T's Factory Lady                    |                                                                |
| 2017年 | SUPER GT（500クラス）                        | Weds Sport Racing Gals                               | 相方：今井みどり                                               |
| 2017年 | FIM アジアロードレース選手権 （SS600クラス） | Team KAGAYAMA SUZUKI Asiaレースクイーン              |                                                                |
| 2018年 | SUPER GT                                     | DUNLOP DIREZZA GIRLS                                 | 相方：柚月めい                                                 |
| 2019年 | SUPER GT（500クラス） スーパーフォーミュラ   | TEAM TOM'S バンテリンレースクイーン                  | 相方：吉美あや                                                 |
| 2019年 | 鈴鹿8時間耐久ロードレース                    | Team TJC&MF Kawasaki「ARMY♥GIRL」                    | 共演：太田麻美、吉野七宝実、柴咲マナ                           |
| 2020年 | SUPER GT（500クラス） スーパーフォーミュラ   | TEAM TOM'S バンテリンレースクイーン                  | 相方：吉美あや                                                 |
| 2021年 | スーパーフォーミュラ                         | Kuo VANTELIN TEAM TOM'S 「バンテリンレースクイーン」 | 相方：吉美あや                                                 |
| 2021年 | SUPER GT                                     | TGR TEAM au TOM'S「TOM'S Lady」                      | [ 8 ]                                                          |
| 2022年 | SUPER GT                                     | TGR TEAM au TOM'S 「TOM'S TEAM ATTENDANT」           | [ 9 ]                                                          |
| 2022年 | スーパーフォーミュラ                         | Kuo VANTELIN TEAM TOM'S 「VANTELIN Beauty」          | 相方：吉美あや                                                 |
| 2023年 | SUPER GT                                     | ARTA GALS                                            | 共演：今井みどり、沢すみれ、はらことは、藤井マリー、真木しおり |

## 出演

### テレビ番組
- プレバト!!（MBS・TBS系列） 
アシスタントとして不定期出演。共演者には浅井マリカ[19]、日向なつ[20]等。
- MOTORZONE tv（岐阜放送・奈良テレビ放送・群馬テレビ・テレビ和歌山）
第73回（2021年2月17日未明[注 5]）で近藤や今井優杏と共にGRヤリス・ハリアーを紹介[21]。

### 広告
- 新興工業
RACING PROJECT BANDOHのスポンサーを務める岡山県の企業。広告モデルを務める他、後述の展覧会でもコンパニオンを務めた[注 6]。2017年4月16日に行われた同社の桜まつりでは、先述の今井や坂東正敬監督と共に本社工場を訪れている[ブログ 7][23]。

### イベント
| イベント名                 | 年            | 出演ブース                    | 備考                                 |
| -------------------------- | ------------- | ----------------------------- | ------------------------------------ |
| 東京オートサロン           | 2015年        | Kanatechs（カナテクス）       | 1月10日のみ出演                      |
| 東京オートサロン           | 2017年        | NITTO                         | 共演：佐野千裕、杉本夏陽、菊池なつき |
| 東京オートサロン           | 2018年        | Weds                          | Weds Sport Racing Galsとして出演     |
| 東京オートサロン           | 2019年        | DUNLOP                        | DIREZZA GIRLSとして出演              |
| 東京オートサロン           | 2020年 2022年 | TOM'S                         | TOM'S Ladyとして出演                 |
| 東京オートサロン           | 2023年        | WORKPIT YOKOHAMA×415COBRA     | [ 雑誌 3 ]                           |
| 名古屋オートトレンド       | 2020年        | TOYOTA/TOM'S                  | TOM'S Ladyとして出演                 |
| 東京モーターショー         | 2015年        | オムロン                      | [ ブログ 11 ]                        |
| 東京モーターショー         | 2017年        | ファインシンター              | [ ブログ 12 ]                        |
| CEATEC JAPAN               | 2014年        | 電子情報技術産業協会（JEITA） | [ ブログ 13 ]                        |
| CEATEC JAPAN               | 2015年 2016年 | オムロン                      | [ 24 ] [ 25 ]                        |
| CEATEC JAPAN               | 2019年        | EVERLIGHT                     |                                      |
| Inter BEE                  | 2014年        | Intel                         | [ ブログ 14 ]                        |
| JAPANドラッグストアショー  | 2015年        | アサヒフードアンドヘルスケア  | [ ブログ 15 ]                        |
| JAPANドラッグストアショー  | 2016年        | 味の素アミノバイタル          | 3月18日のみ出演                      |
| ワンダーフェスティバル     | 2015年        | 月刊ヒーローズ                | [ ブログ 17 ]                        |
| 人とくるまのテクノロジー展 | 2019年        | 新興工業                      | [ 注 6 ]                             |